# Nadzór penitencjarny
Nadzór penitencjarny – instytucja prawna, którą w Polsce definiuje Kodeks karny wykonawczy z 1997 roku jako

Nadzór nad legalnością i prawidłowością przebiegu wykonywania kary pozbawienia wolności, kary aresztu, tymczasowego aresztowania, zatrzymania oraz środka zabezpieczającego związanego z umieszczeniem w zakładzie zamkniętym, a także kar porządkowych i środków przymusu skutkujących pozbawienie wolności sprawuje sędzia penitencjarny

W okresie międzywojennym w Polsce nadzór penitencjarny sprawował prokurator, od 1957 roku sędzia i prokurator, co unormował Kodeks karny wykonawczy z 1969. Literatura prawnicza postulowała zniesienie nadzoru prokuratorskiego. Kodeks karny wykonawczy z 1997 roku spełnił ten postulat.
Sędzia penitencjarny ma rangę sędziego sądu okręgowego. Wizytuje zakłady karne, areszty śledcze oraz inne miejsca, gdzie przebywają osoby pozbawione wolności jak np. policyjne izby zatrzymań, zakłady psychiatryczne czy zakłady leczenia odwykowego. Ma prawo wstępu w każdym czasie, bez ograniczeń, do zakładów, aresztów oraz innych miejsc, gdzie przebywają osoby pozbawione wolności, poruszania się po ich terenie, przeglądania dokumentów oraz żądania wyjaśnień od administracji tych jednostek. Ma prawo podczas nieobecności innych osób przeprowadzania rozmów z osobami pozbawionymi wolności oraz badania ich wniosków, skarg i próśb.
Sędzia penitencjarny uchyla sprzeczną z prawem decyzję dyrektora zakładu karnego, aresztu śledczego, dyrektora okręgowego, Dyrektora Generalnego Służby Więziennej albo osoby kierującej innym zakładem przewidzianym w przepisach prawa karnego wykonawczego oraz komisji penitencjarnej i sądowego kuratora zawodowego, jeżeli dotyczy ta decyzja osoby pozbawionej wolności.